# Parapua punctata
Parapua punctata är en spindelart som beskrevs av Forster 1959. Parapua punctata ingår i släktet Parapua och familjen Micropholcommatidae. Inga underarter finns listade i Catalogue of Life.